# Ambassa
Ambassa là một thị trấn thống kê (census town) của quận Dhalai thuộc bang Tripura, Ấn Độ.

## Nhân khẩu
Theo điều tra dân số năm 2001 của Ấn Độ, Ambassa có dân số 6052 người. Phái nam chiếm 54% tổng số dân và phái nữ chiếm 46%. Ambassa có tỷ lệ 70% biết đọc biết viết, cao hơn tỷ lệ trung bình toàn quốc là 59,5%: tỷ lệ cho phái nam là 77%, và tỷ lệ cho phái nữ là 61%. Tại Ambassa, 13% dân số nhỏ hơn 6 tuổi.